# Gare de Sébastopol
La gare de Sébastopol (en ukrainien : Севастополь (станція) ; russe : Севастополь (станция)) est une gare ferroviaire de Crimée située sur le territoire de la ville de Sébastopol.

## Histoire
La gare fut mise en service en 1875 sur la ligne Lozovo-Sébastopol et fut l'aboutissement pour l'Empire russe de la jonction entre Saint-Pétersbourg et la mer Noire. La gare précédente fut détruite lors de la Seconde Guerre mondiale, le bâtiment actuel est de 1950. La gare fut électrifiée en 1973.

## Service des voyageurs

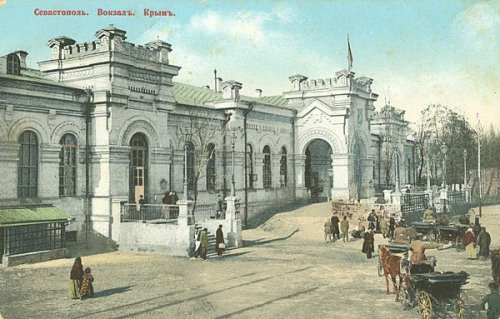
Début XXe siècle,
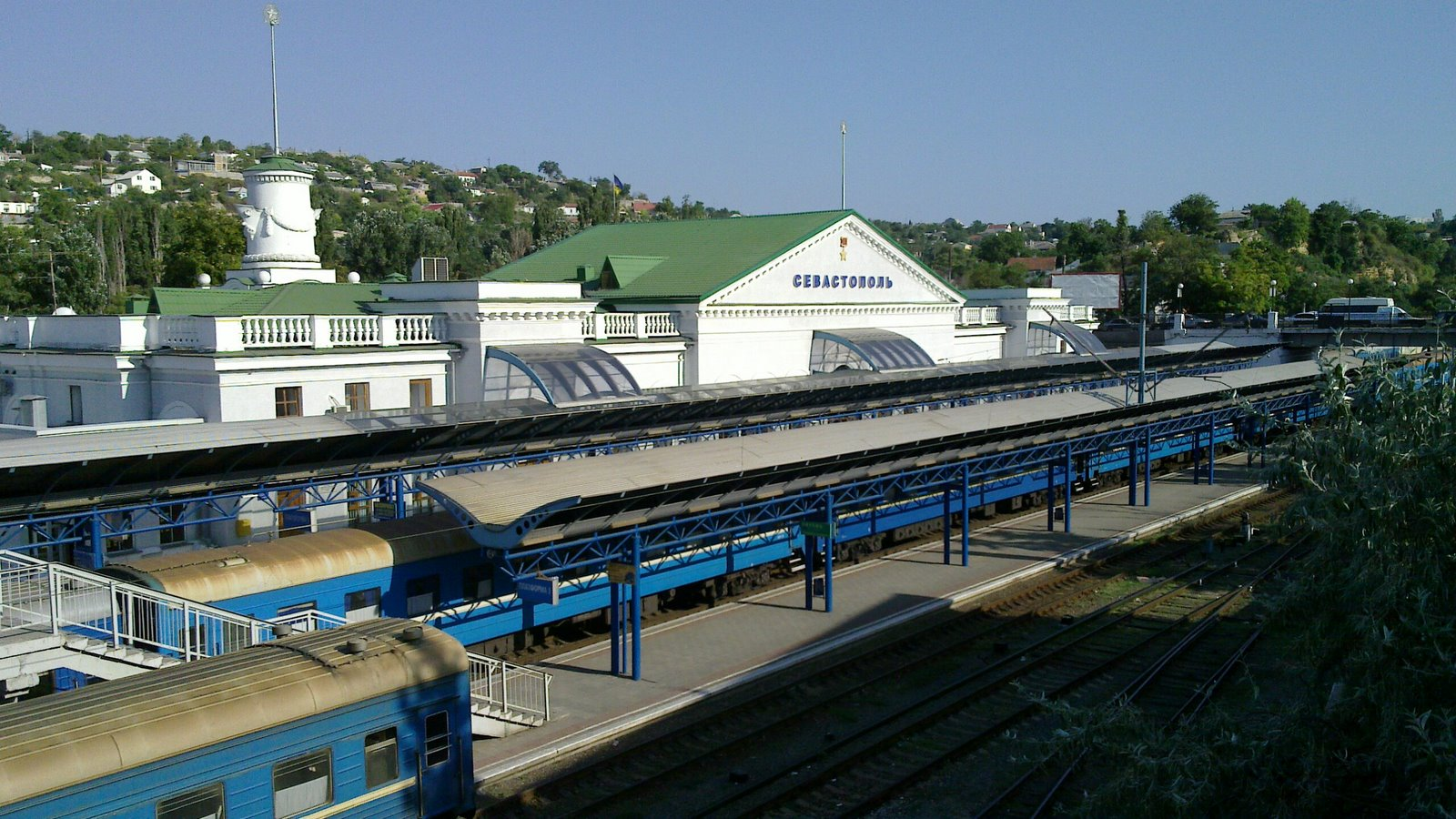
depuis les quais.